# Vejle (vådområde)
 For alternative betydninger, se Vejle (flertydig). (Se også artikler, som begynder med Vejle)
En vejle er et kystnært vådområde. Navnet forekommer som stednavn flere steder i landet. Mest kendt er nok Vejlerne i Region Nordjylland.
Syd for grænsen findes Ejder-Trene-Sænkningen nær Ejderens munding i vesterhavet.